# Frank Giroud

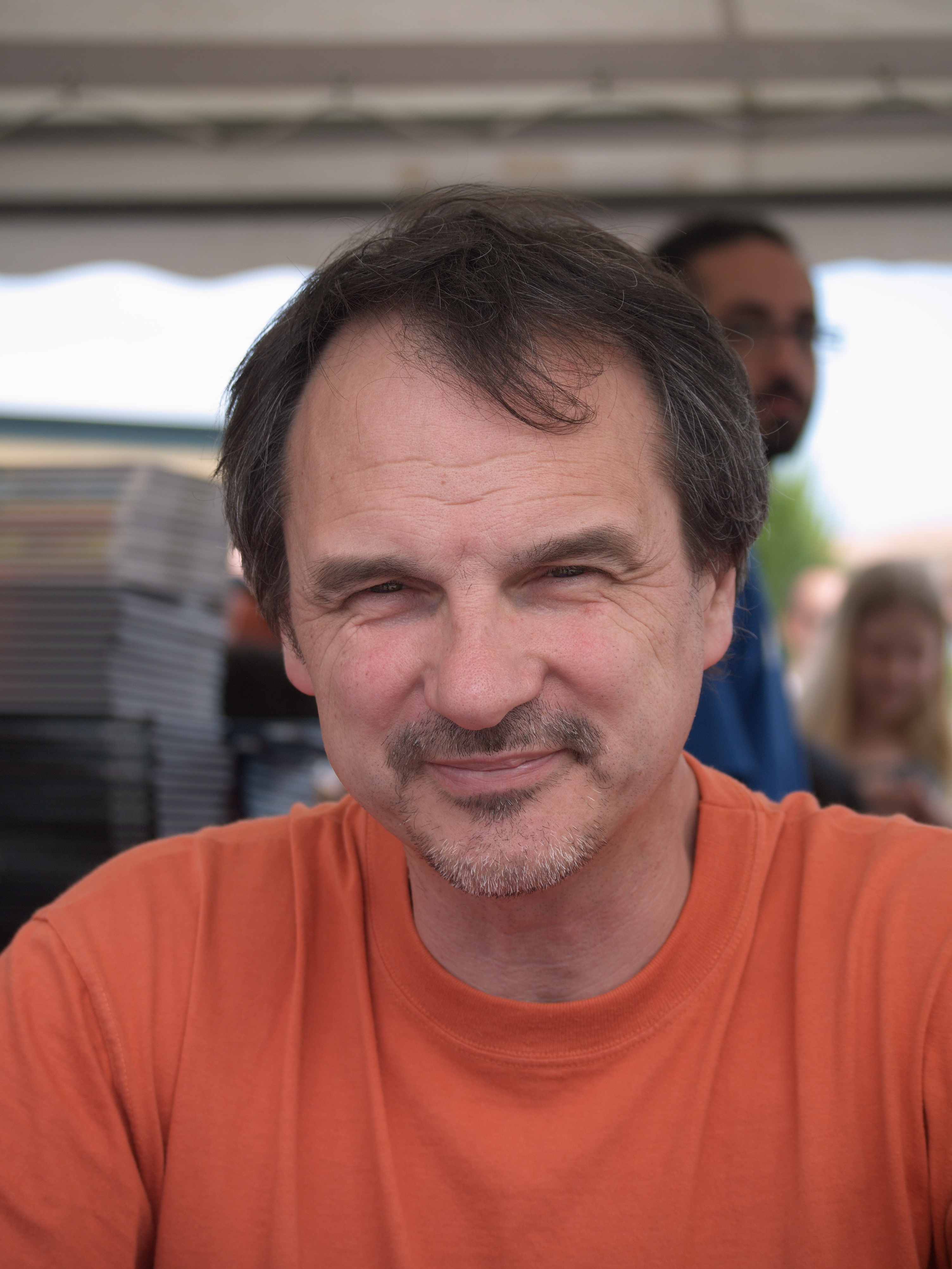
Frank Giroud, 2010

Frank Giroud (* 3. Mai 1956 in Toulouse; † 13. Juli 2018) war ein französischer Comic-Szenarist.

## Leben und Werk
Frank Giroud gewann als 10-Jähriger einen Schreibwettbewerb, doch seine Eltern bestanden auf einer Berufsausbildung. Er studierte Geschichte an der École nationale des chartes, unterrichtete eine Zeitlang und war unter anderem als Reiseleiter tätig. In den späten 1970er Jahren begann er wieder zu schreiben und ab 1982 erschien mit Louis la Guigne (dt. Louis Lerouge, mit dem Zeichner Jean-Paul Dethorey) seine erste Comicserie. Im deutschen Sprachraum ist er vor allem durch die bei comicplus+ erschienenen Serien Zehn Gebote (orig.: Le  Décalogue, 2000–2003), Der Triumph des heiligen Waldemar (2003) mit Brada und Quintett (2005–2007) bekannt. Für die zehnbändige Reihe Zehn Gebote arbeitete er bei jedem Band mit einem anderen Zeichner zusammen. Sie handelt von den (fiktiven) „Zehn Geboten des Islam“, die der Prophet Mohammed auf den Schulterknochen eines Kamels geschrieben habe. Die Geschichte wird dabei rückwärts erzählt; sie beginnt 2001 in Glasgow und endet 622 in Medina. Mit Zehn Gebote: Das Erbe (fünf Bände mit Joseph Béhé) wurde sie fortgesetzt. Außerdem erschien 2013 ein Sonderband zu den Zehn Geboten auf Deutsch bei Finix Comics, der den Titel Das elfte Gebot trägt. Auch bei Quintett wurde jeder der fünf Bände von einem anderen Zeichner umgesetzt.
Zu den vielen Zeichnern, mit denen Giroud zusammenarbeitete, gehören neben den obengenannten unter anderem Ab’Aigre, Rubén Pellejero, Magda Seron, und Paolo Eleuteri Serpieri.

## Auszeichnungen
1999 wurde er zusammen mit Lax mit dem Grand Prix de la critique beim Festival International de la Bande Dessinée d’Angoulême für den ersten Band von Azrayen ausgezeichnet.
2002 erhielt er den Max-und-Moritz-Preis als „bester internationaler Szenarist“ in Erlangen.
Der 2010 veröffentlichte One Shot Die schwarze Seite (dt. 2011 bei Salleck), den Giroud mit Denis Lapière zusammen geschrieben hatte und der von Ralph Meyer gezeichnet wurde, wurde 2011 mit dem Prix Diagonale als bestes Album ausgezeichnet.